# 12,8 cm PaK 44
12,8 cm PaK 44 (Panzerabwehrkanone) niemieckie działo przeciwpancerne z okresu II wojny światowej i najpotężniejsza broń przeciwpancerna z tego okresu. Zostało opracowane jako rezultat doświadczeń uzyskanych na froncie wschodnim w 1943. Dowództwo niemieckie wysunęło zapotrzebowanie na działo dużego kalibru po obejrzeniu 122 mm dział rosyjskich. Początkowo zakładano stworzenie działa polowego znanego jako Kanone K 44, ale po wprowadzeniu przez stronę rosyjską ciężkich czołgów takich jak IS-2 skoncentrowano się na wprowadzeniu udoskonaleń mających na celu stworzenie działa przeciwczołgowego. PaK 44 na krótkich i średnich odległościach miał podobne osiągi jak 88 mm Pak 43, ale na dużych oraz bardzo dużych odległościach (2000-3000 metrów) nie miał sobie równych. Działo stanowiło uzbrojenie ciężkiego niszczyciela czołgów Jagdtiger.
Pocisk PzGr. 43 był w stanie przebić 219 mm pancerza (pod kątem 60°) z odległości 500 metrów.

## Wersje armaty
12,8 cm Pak 44 występowała w 5 wersjach różniących się głównie masą konstrukcji. Armata była montowana na różnych typach lawet m.in. francuskiej lawecie z armaty 155mm GPF-T (wersja 81/1). Wersja 12.8 cm Kanone 80 była montowana w Jagdtiger, a także użyto jej w Panzerkampfwagen VIII Maus.
| Wersja              | Masa      |
| ------------------- | --------- |
| 12.8 cm Kanone 44   | 10 160 kg |
| 12.8 cm Kanone 81/1 | 12 172 kg |
| 12.8 cm Kanone 81/2 | 8 302 kg  |